# حارد (اسم)
حارد هو اسم علم مذكر من أصل عربي، ومعناه هو من الفعل حرد، غضب فهو حرد، والحارد الغاضب.

## وصلات خارجية
- موسوعة السلطان قابوس لأسماء العرب نسخة محفوظة 5 أبريل 2019 على موقع واي باك مشين.